# Der Clochard
Singles de Mireille Mathieu
Die Liebe einer Frau
(1981) Die Liebe zu dir
(1982)
Der Clochard est une chanson en allemand interprétée par la chanteuse française Mireille Mathieu, sortie en 1982 en Allemagne sous le label Ariola.

## Reprises
Les deux chansons de ce 45 tours ne feront pas l'objet d'une reprise par la chanteuse.

## Principaux supports discographiques
La chanson se retrouve pour la première fois sur le 45 tours du même nom paru en 1982 en Allemagne avec cette chanson en face A et la chanson Nur Du en face B. Elle se retrouvera également sur quelques compilations CD comme celle sortie en 1998, Das Beste aus den Jahren 1977-87.